# Stachovice

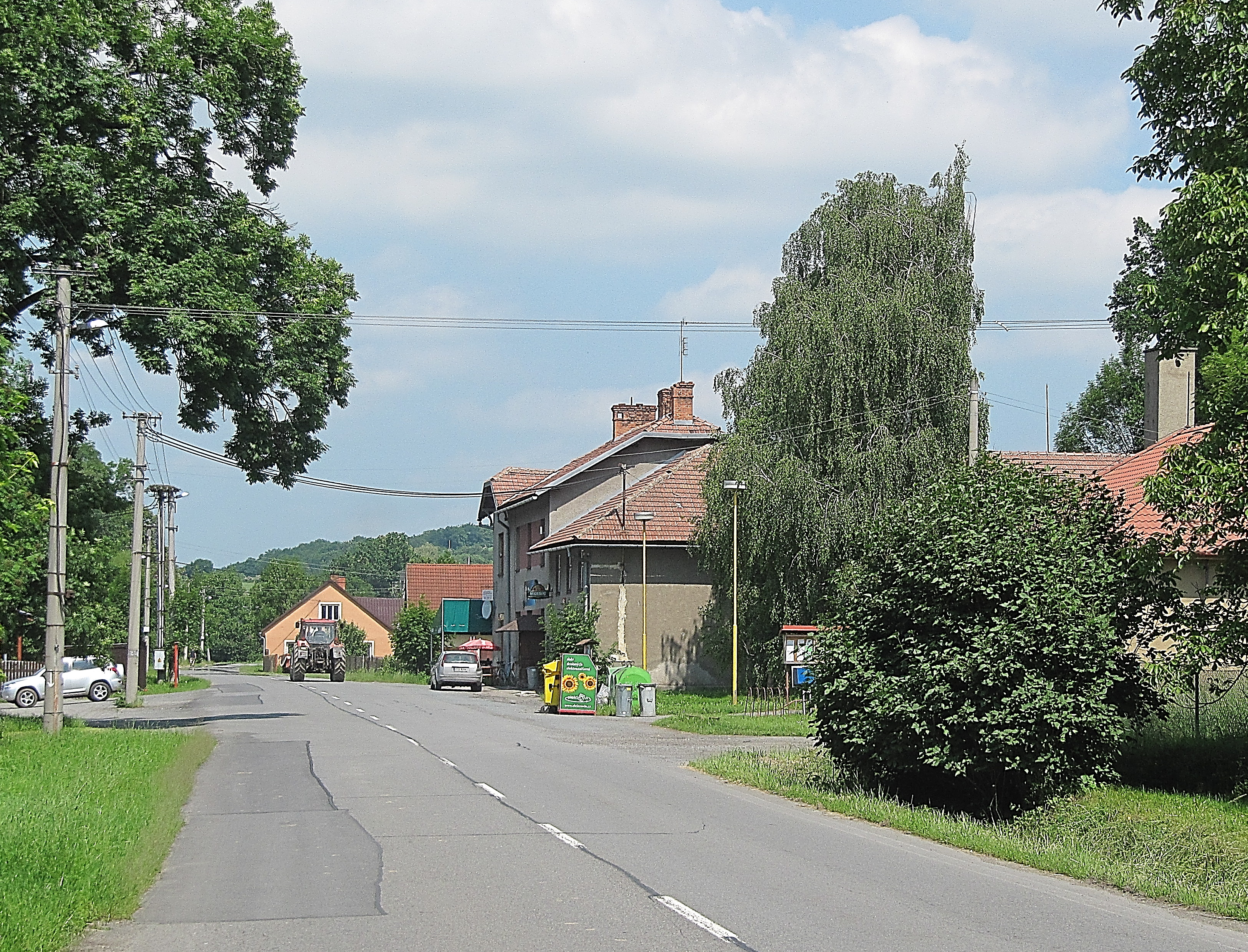
Hauptstraße, nördlich der Kirche

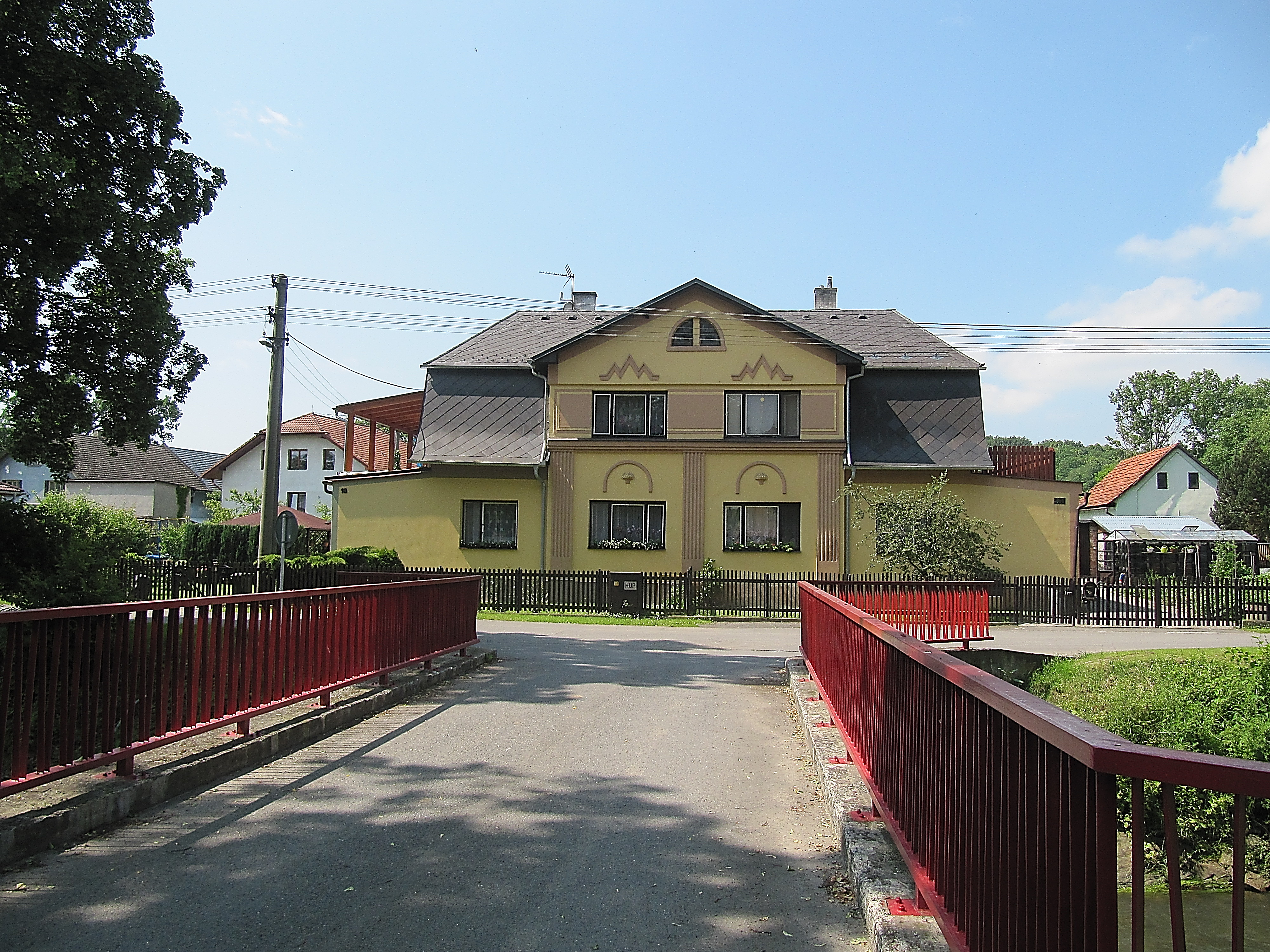
Haus Nr. 18

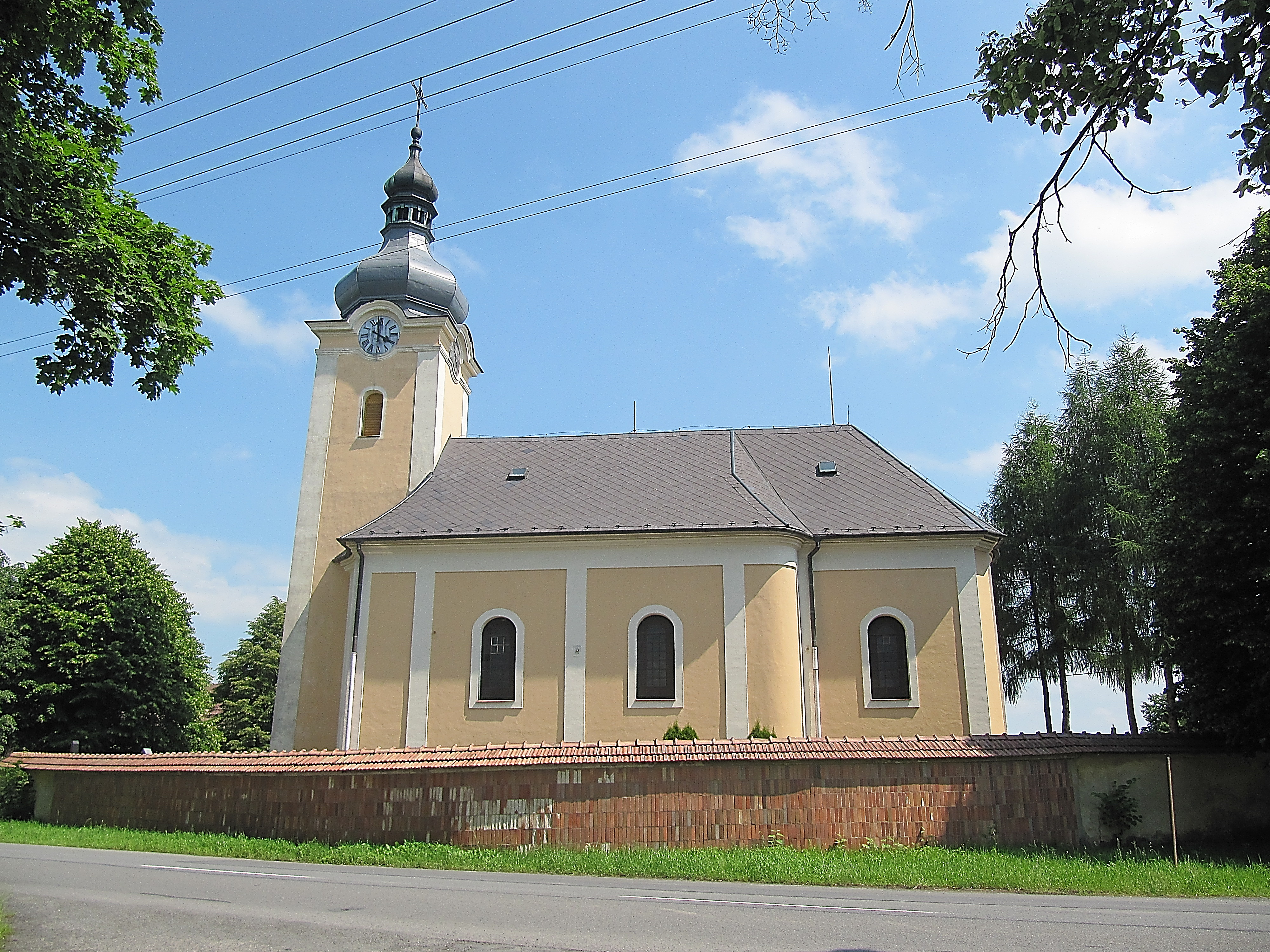
Kirche der hl. Katharina

Stachovice (deutsch Stachenwald) ist ein Ortsteil der Stadt Fulnek in Tschechien. Er liegt zweieinhalb Kilometer südöstlich von Fulnek und gehört zum Okres Nový Jičín.

## Geographie
Der als Hufendorf angelegte Ort erstreckt sich auf drei Kilometern in den Ausläufern der Vítkovská vrchovina (Wigstadtler Bergland) beiderseits des Husí potok (Gansbach), dem im Niederdorf der Jestřabský potok zufließt. Nördlich erhebt sich die Jelenice (Hirschberg, 348 m n.m.), im Südosten der Životický vrch (Seitendorfer Berg, 284 m n.m.), südwestlich der Stachovický vrch (369 m n.m.) und im Westen der Brožův kopec (Proschberg, 397 m n.m.). Am südlichen Ortsrand verläuft die Regionalbahn Suchdol nad Odrou–Fulnek, einen knappen Kilometer nordöstlich – im Tal des Kostelecký potok – die Staatsstraße I/57 zwischen Opava (Troppau) und Nový Jičín (Neutitschein). Die westlich der Bahnstrecke gelegenen Gemeindefluren sind Teil des Landschaftsschutzgebietes Poodří.
Nachbarorte sind Děrné (Tyrn), Kostelec (Hochkirchen) und Jílovec (Eilowitz) im Norden, Kujavy (Klantendorf) im Nordosten und Osten, Hladké Životice (Seitendorf b. Fulnek) im Südosten, Suchdol nad Odrou (Zauchtel) im Süden, Kletné (Kletten) im Südwesten, Jestřabí (Jastersdorf) und Tošovice (Taschendorf) im Westen sowie Jerlochovice (Gerlsdorf) und Fulnek im Nordwesten. 

## Geschichte
Das Ortsbild mit Hufenflur, Dreiseithöfen und einigen Vierseithöfen lässt darauf schließen, dass das nach einem Lokator Eustachius benannte Dorf während der deutschen Kolonisation im 13. Jahrhundert angelegt wurde. Die erste schriftliche Erwähnung des zur Herrschaft Fulnek gehörigen Dorfes Eustachi villa erfolgte 1293, als der Grundherr Ulrich von Lichtenburg die Vogteien in Jílovec und Děrné nach dem Leobschützer Recht verlieh, wobei der Stachovicer Vogt Hartlib als Zeuge auftrat. Später erwarben die Herren von Krawarn den Besitz. Im Jahre 1336 wurde das Dorf als Stachinwalde bezeichnet. Als Drslaw von Krawarn 1337 alleiniger Besitzer der Herrschaft Fulnek wurde, ist auch Stachenwald als Teil dieser aufgeführt. 1424 wurde das Dorf erstmals Stachovice genannt.  Die Herren von Krawarn hielten die Herrschaft bis 1437. Der Troppauer Herzog Viktorin veräußerte 1475 die Herrschaft Fulnek an Johann von Zierotin, der sie 1480 anstatt in der Troppauer in der Olmützer Landtafel einlegen ließ; damit gelangte auch Stachowicze an Mähren. Im Jahre 1485 verzichtete Johann von Zierotin gegen einen jährlichen Zins auf das Anfallsrecht in Petrowitz, Seitendorf, Klantendorf, Gerlsdorf und Stachenwald. Zur Beilegung des anhaltenden Streites wegen der Einlegung der Herrschaften Fulnek und Odra in die mährische Landtafel wurde 1493 eine neue Grenzziehung zwischen Mähren und Schlesien vorgenommen, bei der die Herrschaft Fulnek endgültig dem Markgraftum Mähren zugeschlagen und die Stiftsdörfer Petrowitz, Altstadt, Bielowetz, Bielau, Eilowitz, Luck und Tyrn bei Schlesien verblieben. Die neue Grenze verlief nördlich von Stachenwald am Hirschberg (Jelenice). Die ersten Kirchenbücher wurde 1637 in Fulnek geführt. Der Bau der Filialkirche der hl. Katharina erfolgte 1780 auf Gemeindekosten. Zu dieser Zeit lebten in den 70 Häusern des Dorfes 538 Personen. Nachdem 1806 zahlreiche Einwohner an einer Seuche verstorben waren, wurde St. Fabian und Sebastian von den Gemeindevertretern zum lokalen Feiertag erklärt. 
Im Jahre 1834 bestand das im Prerauer Kreis an der Handelsstraße nach Neutitschein gelegene Dorf Stachenwald bzw. Stachowice aus 93 Häusern, in denen 644 deutschsprachige Personen lebten. Haupterwerbsquelle war die Landwirtschaft. Im Ort gab es eine Filialkirche, eine Schule, eine herrschaftliche Brettsäge mit drei Schindelmaschinen, zwei Mahlmühlen und zwei Tuchwalken. Pfarrort war Fulnek. 1841 wurde ein eigenes Schulhaus errichtet. Bis zur Mitte des 19. Jahrhunderts blieb Stachenwald der Allodialherrschaft Fulnek untertänig.
Nach der Aufhebung der Patrimonialherrschaften bildete Stachenwald / Štachovice ab 1849 eine Gemeinde im Gerichtsbezirk Fulnek. Ab 1869 gehörte Stachenwald / Stachovice zum Bezirk Neutitschein. Zu dieser Zeit hatte das Dorf 603 Einwohner und bestand aus 103 Häusern. 1881 wurde eine Freiwillige Feuerwehr gegründet. Im Jahr darauf erfolgte eine Erweiterung des Schulhauses, in dem ab 1892 zweiklassig unterrichtet wurde. 1895 erfolgte die Gründung einer Darlehnskasse. Um die Jahrhundertwende entstand im Unterdorf an der großen Quelle ein Wasserwerk für die Gemeinde Seitendorf. Im Jahre 1900 lebten in Stachenwald 614 Personen; 1910 waren es 618. Nach dem Zusammenbruch der k.k. Monarchie wurde das Dorf 1918 Teil der neu gebildeten Tschechoslowakei. Beim Zensus von 1921 lebten in den 100 Häusern der Gemeinde 564 Menschen, davon 538 Deutsche und 15 Tschechen. Gegenüber der Kirche wurde 1922 ein Kriegerdenkmal enthüllt. In den Jahren 1926–1927 errichtete die Stadt Fulnek beim Gehöft Nr. 6 im Unterdorf ein Pumpwerk für die städtische Trinkwasserversorgung. 1929 bezog die Darlehnskasse ein eigenes Gebäude. Im Jahre 1930 bestand Stachenwald aus 109 Häusern und hatte 590 Einwohner; 1939 waren es 613. In den 1930er Jahren gab es in Stachenwald 22 Bauernhöfe (darunter die Erbrichterei), 70 Häusler, eine Filialkirche, eine zweiklassige Volksschule, eine Gemeindebücherei, eine Raiffeisenkasse, zwei Wirtshäuser, zwei Gemischtwarenläden und eine Mühle. Nach dem Münchner Abkommen wurde die Gemeinde im Herbst 1938 dem Deutschen Reich zugeschlagen und gehörte bis 1945 zum Landkreis Neu Titschein. Bis 1940 wurde in der Gemeinde an Ostern der Brauch des Saatreitens gepflegt. Wegen der herannahenden Frontlinie wurden die Bewohner von Stachenwald Ende April 1945 nach Schlock in die Oderberge evakuiert und kehrten Mitte Mai in das zerschossene Dorf zurück. Nach dem Ende des Zweiten Weltkrieges kam Stachovice 1945 zur Tschechoslowakei zurück, die meisten der deutschsprachigen Bewohner wurden 1946 vertrieben und das Dorf neu besiedelt. 1949 wurde Stachovice dem Okres Vítkov zugeordnet. Im Jahre 1950 hatte die Gemeinde 503 Einwohner und bestand aus 130 Häusern. Bei der Gebietsreform von 1960 erfolgte die Aufhebung des Okres Vítkov, seitdem gehört Stachovice wieder zum Okres Nový Jičín. 1970 hatte Stachovice 488 Einwohner. Mit Beginn des Jahres 1976 erfolgte die Eingemeindung nach Fulnek. 1991 lebten in den 132 Häusern von Stachovice 492 Personen. Beim Zensus von 2011 hatte das Dorf 438 Einwohner und bestand aus 151 Häusern. 

## Ortsgliederung
Der Ortsteil Stachovice bildet einen Katastralbezirk.

## Söhne und Töchter des Ortes
- Gustav Bodirsky (1864–1934), österreichischer Politiker

## Sehenswürdigkeiten
- Kirche der hl. Katharina, errichtet 1780, Kulturdenkmal
- Steinernes Kreuz, vor dem unteren Friedhofstor,  gestiftet 1854 von Johann Herrmann, Kulturdenkmal
- Gusseisernes Kreuz, vor dem oberen Friedhofstor,  gestiftet 1863 von der Gemeinde, es wurde 1996 von ehemaligen deutschen Bewohnern renoviert
- Bildstock vor dem Haus Nr. 31, auch Kapelle in Bodirskys Garten genannt
- Gedenkstein für die Opfer des Zweiten Weltkrieges, das 1922 errichtete Gefallenendenkmal wurde nach dem Zweiten Weltkrieg umgestaltet